# مروة أديامان
مروة أديامان مواليد 12 سبتمبر 1994 في إسطنبول، هي لاعبة كرة يد تركية تلعب كظهير أيمن. تلعب حاليا مع أسكدار بليديسبور وتحمل الرقم 7.